# Libro del Vuoto Perfetto
Il Liezi (列子S, Liè ZǐP) o Lieh Tzu è un testo taoista che era incluso nel catalogo della libreria imperiale con il nome di Trattato del Vuoto Perfetto (冲虚经S).
L'autore del testo è Lie Yukou, spesso chiamato lui stesso Lie Zi.
È difficile datarlo in quanto fu verosimilmente un personaggio pubblico vissuto tra il V ed il IV secolo a.C., l'opera, sicuramente non scritta da lui si può datare intorno al 200/300 d.C.
L'opera completa la famosa trilogia taoista insieme ai testi del più famoso Lao Zi, fondatore della religione, e di Zhuang Zi. È generalmente considerato il più pratico dei testi taoisti, se comparato alle scritture filosofiche di Lao Zi e ai poemi narrativi di Zhuang Zi.

## Contenuti

### 1 Doni del Cielo (卷第一 天瑞篇T)
Il capitolo si concentra sui segni celesti e gli auspici naturali. Esplora il concetto del “Cielo” come una forza che governa il mondo, regolando le stagioni, il destino umano e la natura. Discute il modo in cui il comportamento umano può allinearsi con le forze del cielo, e come i saggi siano in grado di vivere in armonia con queste leggi naturali. Viene enfatizzata l'importanza di accettare i doni del cielo senza eccessivo attaccamento o pretesa.

### 2. Imperatore Giallo (卷第二 黃帝篇T)
L'Imperatore Giallo, o Huangdi, è una figura mitologica e il simbolo del sovrano saggio. Questo capitolo narra delle sue imprese e delle sue conversazioni con saggi immortali. Attraverso questi dialoghi, si esplorano concetti come la longevità, la saggezza e l'arte del governo. L'Imperatore Giallo è considerato il modello del sovrano taoista che cerca l'equilibrio e la virtù nel governare, in armonia con il Tao.

### 3.Zhou MuWang (卷第三 周穆王篇T)
Il re Mu di Zhou (Zhou Mu Wang) è una figura storica e leggendaria della dinastia Zhou. Questo capitolo racconta dei suoi viaggi fantastici, compresa la sua ricerca dell'immortalità. Si narra di incontri con creature mitiche, saggi e divinità durante il suo pellegrinaggio in terre lontane. Le storie di Zhou Mu Wang illustrano temi di ambizione, desiderio di immortalità e il contrasto tra i limiti umani e le forze dell’universo.

### 4.Confucio(卷第四 仲尼篇T)
Questo capitolo presenta una serie di aneddoti riguardanti Confucio (Kongzi) e i suoi discepoli, confrontandolo con la visione taoista. Liezi critica in modo velato l'enfasi confuciana su riti, etichetta e ordine sociale, contrapponendo la spontaneità e la naturalezza del taoismo. Tuttavia, il tono non è di completa polemica, ma piuttosto esplora i limiti e i pregi del confucianesimo rispetto alla filosofia taoista.

### 5. Domande Tang (卷第五 湯問篇T)
Il capitolo prende il nome da Tang, il fondatore della dinastia Shang, che pone domande profonde riguardanti la natura dell'universo, il destino e la virtù. Viene narrato attraverso dialoghi tra saggi e governanti e tratta questioni filosofiche come l'origine dell'universo, il ruolo del sovrano saggio e il destino dell'umanità. I racconti evidenziano come anche i grandi sovrani abbiano dubbi sul mondo e sul loro ruolo, cercando risposte che si ricolleghino al Tao.

### 6. Destino (卷第六 力命篇T)
Il tema centrale di questo capitolo è il concetto di destino e il modo in cui l'uomo può relazionarsi a esso. Si esamina la tensione tra il destino prestabilito e il libero arbitrio, ponendo domande su quanto l’uomo possa davvero controllare la propria vita. Liezi suggerisce che il saggio non dovrebbe lottare contro il destino, ma accettarlo come parte del flusso naturale dell’esistenza. Viene esplorato il potere dell’intenzione e dell’azione in relazione alla predeterminazione.

### 7. Yang Chu (卷第七 楊朱篇T)
Yang Chu (Yang Zhu) era un filosofo edonista che predicava il perseguimento del piacere personale. Questo capitolo discute la sua filosofia, contrapponendola al taoismo. Yang Chu credeva che la vita fosse breve e che il godimento personale fosse la massima priorità, mentre il taoismo propone una vita di semplicità e armonia con il Tao. Liezi critica la visione eccessivamente egoista di Yang Chu, suggerendo che il vero saggio vive una vita equilibrata, in sintonia con le leggi naturali.

### 8. Spiegazione delle congiunzioni (卷第八 說符篇T)
Questo capitolo si concentra sui rapporti tra le persone e sul modo in cui le relazioni sociali, politiche e morali possono essere comprese attraverso il Tao. Analizza la natura delle alleanze, delle promesse e dei patti, e come questi possono essere mantenuti o infranti. Il capitolo pone l'accento sull'importanza dell'integrità e della fiducia, suggerendo che un comportamento sincero e una vera comprensione del Tao portano a relazioni durature e armoniose.

## Lie Zi incontra Guanyin
Il Liezi non è stato mai pubblicato interamente in Occidente, molti frammenti sembra siano meglio conosciuti da persone interessate alla cultura cinese. Il passaggio seguente è un esempio:

### Controversie sul passo
Bisogna ricordare che Guanyin, seppur venerata anche nel Taoismo è una divinità di origine buddhista. Questo potrebbe significare che il passo sopra citato sia in realtà solo una revisione successiva, realizzata nel tentativo di favorire la fusione del Taoismo e del Buddhismo.
Negli anni Settanta la casa di pubblicazione TEA, pubblicò il Liezi in Italia, con il titolo stabilito sotto l'imperatore Chen Tsung, inserendo il passaggio in una forma che viene comunemente riconosciuta come più originale, riportata di seguito.
Secondo le annotazioni originali di Chang Chan dell'epoca dei Chin orientali e di Lu Chung-hsuan dell'epoca T'ang, l'espressione Kuan Yin si può tradurre "il guardiano del valico" oppure "Yin del valico", ma il carattere yin oltre a significare "guardiano" può essere anche un cognome. Infatti si tratta di Yin Hsi, colui che costrinse Lao Tze a scrivere il Tao Te Ching. Poiché alcuni secoli separano Lieh-tzu da Yin Hsi, il dialogo è un anacronismo.

## Contraddizioni
I due capitoli finali del libro sono di natura ambigua. Il capitolo VII, sembra avere enfasi addirittura anti-taoiste, lo stesso Yang Chu è definito tale. Il traduttore Graham e il commentatore Chang Chan definiscono questo capitolo edonistico, a causa del fatto che sia incentrato sulle donne, il bere, e altri piaceri fisici e temporanei. Graham attribuisce questa sezione ad un autore differente, Chang Chan suggerisce invece si tratti di una sezione composta prima di tutte le altre, da un Lie Zi più giovane e in un periodo edonistico, prima che iniziasse a seguire la via del Tao.
Il capitolo finale, Spiegazione delle congiunzioni, sembra sia interamente basato su citazioni di altri testi - inclusi considerabili passaggi di testi confuciani e mohisti, due filosofie opposte, che contraddicono il Taoismo.
Sembra anche che ventisette passaggi siano presi dallo Zhuāngzǐ, e sei dal Tao Te Ching.